# シャイニー・ビースト
『シャイニー・ビースト（バット・チェイン・プラー）』（Shiny Beast (Bat Chain Puller)）は、ドン・ヴァン・ヴリートが率いるキャプテン・ビーフハート・アンド・ザ・マジック・バンドが1978年に発表した通算10作目に相当するアルバムである。

## 解説

### 経緯
1976年の春、ヴァン・ヴリートは、元メンバーのジョン・フレンチ（ドラムス、ギター）、デニー・ウォーリー（ギター）、ジェフ・モリス・テッパー（ギター）、ジョン・トーマス（キーボード）と新しいキャプテン・ビーフハート・アンド・ザ・マジック・バンドを結成して、アルバム『バット・チェイン・プラー』を製作した。この作品はヴァン・ヴリートの旧友フランク・ザッパがエグゼクティブ・プロデューサーを務めて、ザッパと彼のマネージャーであるハーブ・コーエンが共同で設立して経営していたディスクリート・レコードから発表されることになっていた。しかしザッパとコーエンが経営を巡って対立して互いを告訴するという状況に陥り、ディスクリート・レコードの先行きは全く不透明になっていた。そのような状況下で『バット・チェイン・プラー』はお蔵入りになり、オリジナル・テープはザッパに保管されたままになってしまった。
『バット・チェイン・プラー』が制作されてまもなく、トーマスと再度フレンチが離脱し、テッパーの親しい友人で彼にキャプテン・ビーフハート・アンド・ザ・マジック・バンドの音楽を聴くきっかけを与えたキーボーディストのエリック・ドリュー・フェルドマンと、フェルドマンの友人だったドラマーのゲイリー・ジェイが加入した。彼等はさらにヴァン・ヴリートの従兄弟で以前客演者として参加したヴィクター・ヘイデン（アルト・サクソフォーン、バスクラリネット）を再び客演者に迎えて、1976年末から1977年初めにかけてリハーサルを繰り返し、幾つかのライブ活動を行なった。そしてジェイが離脱してフレンチが仮メンバーとして一時復帰した後、テッパーやフェルドマンと同じように長年に亘ってキャプテン・ビーフハート・アンド・ザ・マジック・バンドの音楽を愛聴してきたドラマーのロバート・ウィリアムスが加入した。
ヴァン・ヴリート、ウォーリー、テッパー、フェルドマン、ウィリアムスのキャプテン・ビーフハート・アンド・ザ・マジック・バンドは1977年10月31日に初舞台を踏み、11月にはフランス社会党がパリで開いた慈善コンサートに出演した。彼等は1978年2月にツアーを終えると、新曲のデモ・テープを録音してワーナー・ブラザーズと交渉して、新作アルバムを制作することになった。そして離脱したウォーリーの後任に選ばれたフェルドマンの旧友のリチャード・レダス（ギター）と、1975年のライブ活動でメンバーだったブルース・ファウラー（トロンボーン）を迎えて、6月6日から8月27日までサンフランシスコのオートマットで本作を製作した。ヴァン・ヴリートは、ワーナー・ブラザーズのA＆Rでジャズ・ミュージシャンでもあるピート・ジョンソン（Pete Johnson）と共同でプロデューサーを務め、元メンバーのアート・トリップ（マリンバ、パーカッション）が客演した。

### 内容
収録曲のうち、「フロッピー・ブート・ストンプ」「ハリー・アイリーン」「バット・チェイン・プラー」「オウド・トゥ・アレックス」の4曲は当時未発表だった『バット・チェイン・プラー』の同名収録曲の再録音版、「エイプス・マ」は『バット・チェイン・プラー』の同名収録曲と同様のホーム・レコーディングである。
「オウド・トゥ・アレックス」は1966年に書かれ、ヴァン・ヴリートと共にキャプテン・ビーフハート・アンド・ヒズ・マジック・バンドの結成の中心人物だったギタリストのアレックス・セント・クレアについての曲である。

## 収録曲
作詞・作曲の記載がない収録曲はDon Van Vliet作である。邦題は日本盤CDに準拠。

### オリジナルLP
| #         | タイトル                                                      | 作詞・作曲 | 時間  |
| --------- | ------------------------------------------------------------- | ---------- | ----- |
| 1.        | 「フロッピー・ブート・ストンプ The Floppy Boot Stomp」        |            | 3:51  |
| 2.        | 「トロピカル・ホット・ドッグ・ナイト Tropical Hot Dog Night」 |            | 4:49  |
| 3.        | 「アイス・ローズ Ice Rose」                                   |            | 3:38  |
| 4.        | 「ハリー・アイリーン Harry Irene」                            |            | 3:43  |
| 5.        | 「ユー・ノウ・ユーアー・ア・マン You Know You're a Man」      |            | 3:14  |
| 6.        | 「バット・チェイン・プラー Bat Chain Puller」                 |            | 5:27  |
| 合計時間: | 合計時間:                                                     | 合計時間:  | 24:42 |

| #         | タイトル                                                                                                  | 作詞・作曲                  | 時間  |
| --------- | --- | --------------------------- | ----- |
| 1.        | 「ホウェン・アイ・シー・マミー・アイ・フィール・ライク・ア・マミー When I See Mommy I Feel Like a Mummy」 |                             | 5:04  |
| 2.        | 「オウド・トゥ・アレックス Owed T'Alex」                                                                  | Don Van Vliet, Herb Bermann | 4:07  |
| 3.        | 「キャンドル・マンボ Candle Mambo」                                                                       |                             | 3:24  |
| 4.        | 「ラヴ・ライズ Love Lies」                                                                                |                             | 5:03  |
| 5.        | 「サクション・プリンツ Suction Prints」                                                                   |                             | 4:25  |
| 6.        | 「エイプス・マ Apes-Ma」                                                                                  |                             | 0:40  |
| 合計時間: | 合計時間:                                                                                                 | 合計時間:                   | 22:43 |

### CD
| #         | タイトル                                                                                                  | 作詞・作曲                  | 時間  |
| --------- | --- | --------------------------- | ----- |
| 1.        | 「フロッピー・ブート・ストンプ The Floppy Boot Stomp」                                                    |                             | 3:51  |
| 2.        | 「トロピカル・ホット・ドッグ・ナイト Tropical Hot Dog Night」                                             |                             | 4:49  |
| 3.        | 「アイス・ローズ Ice Rose」                                                                               |                             | 3:38  |
| 4.        | 「ハリー・アイリーン Harry Irene」                                                                        |                             | 3:43  |
| 5.        | 「ユー・ノウ・ユーアー・ア・マン You Know You're a Man」                                                  |                             | 3:14  |
| 6.        | 「バット・チェイン・プラー Bat Chain Puller」                                                             |                             | 5:27  |
| 7.        | 「ホウェン・アイ・シー・マミー・アイ・フィール・ライク・ア・マミー When I See Mommy I Feel Like a Mummy」 |                             | 5:04  |
| 8.        | 「オウド・トゥ・アレックス Owed t' Alex」                                                                 | Don Van Vliet, Herb Bermann | 4:07  |
| 9.        | 「キャンドル・マンボ Candle Mambo」                                                                       |                             | 3:24  |
| 10.       | 「ラヴ・ライズ Love Lies」                                                                                |                             | 5:03  |
| 11.       | 「サクション・プリンツ Suction Prints」                                                                   |                             | 4:25  |
| 12.       | 「エイプス・マ Apes-Ma」                                                                                  |                             | 0:40  |
| 合計時間: | 合計時間:                                                                                                 | 合計時間:                   | 47:25 |

## 参加ミュージシャン
キャプテン・ビーフハート・アンド・ザ・マジック・バンド
- キャプテン・ビーフハート　Captain Beefheart – ヴォーカル、ハーモニカ、ソプラノ・サクソフォーン、口笛
- ブルース・ファウラー　Bruce Fowler – トロンボーン、エアー・ベース
- ジェフ・モリス・テッパー　Jeff Moris Tepper – スライド・ギター、ギター、スペル・ギター
- エリック・ドリュー・フェルドマン　Eric Drew Feldman – シンセサイザー、ローズ・ピアノ、グランド・ピアノ、ベース・ギター
- ロバート・ウィリアムス　Robert Williams – ドラムス、パーカッション
- リチャード・レダス　Richard Redus[7] – スライド・ギター、ボトルネック・ギター、ギター、アコーディオン、フレットレス・ベース

客演
- アート・トリップ　Art Tripp – マリンバ、パーカッション